# Danh sách di sản thế giới tại Thái Lan
UNESCO đã công nhận 5 di sản thế giới tại Thái Lan. Trong số này, có 3 địa điểm mang giá trị văn hóa và 2 địa điểm mang trị tự nhiên. Các di sản đầu tiên của Thái Lan được công nhận là vào năm 1991 bao gồm: Thành phố lịch sử Sukhothai và các thành phố lịch sử có liên quan, thành phố lịch sử Ayutthaya và Khu bảo tồn động vật hoang dã Thungyai–Huai Kha Khaeng.

## Danh sách

### Danh sách
| Tên                                                               | Hình ảnh                                              | Vị trí | Tiêu chuẩn                    | Diện tích ha (mẫu Anh) | Năm công nhận | Mô tả | Tham chiếu |
| ----------------------------------------------------------------- | ----------------------------------------------------- | --- | ----------------------------- | ---------------------- | ------------- | ----- | ---------- |
| Khu khảo cổ học Ban Chiang                                        | Vase with red and white design                        | Udon Thani 17°32′55″B 103°47′23″Đ / 17,54861°B 103,78972°Đ                                                     | Văn hóa: (iii)                | 64 (160)               | 1992          |       | [ 2 ]      |
| Tổ hợp rừng Dong Phayayen-Khao Yai                                | Medium-sized waterfall in a tropical forest           | Saraburi, Nakhon Ratchasima, Nakhon Nayok, Prachinburi, Sa Kaeo và Buriram 14°20′B 102°3′Đ / 14,333°B 102,05°Đ | Thiên nhiên: (x)              | 615.500 (1.521.000)    | 2005          |       | [ 3 ]      |
| Thành phố lịch sử Ayutthaya                                       | Ruins of stupas of various sizes                      | Ayutthaya 14°20′52″B 100°33′38″Đ / 14,34778°B 100,56056°Đ                                                      | Văn hóa: (iii)                | 289 (710)              | 1991          |       | [ 4 ]      |
| Thành phố lịch sử Sukhothai và các thành phố lịch sử có liên quan | Large white seated Buddha statue                      | Sukhothai và Kamphaeng Phet 17°0′26″B 99°47′23″Đ / 17,00722°B 99,78972°Đ                                       | Văn hóa: (i), (iii)           | 11.852 (29.290)        | 1991          |       | [ 5 ]      |
| Khu bảo tồn động vật hoang dã Thungyai–Huai Kha Khaeng            | A river flowing through a forested mountain landscape | Kanchanaburi, Tak và Uthai Thani 15°20′B 98°55′Đ / 15,333°B 98,917°Đ                                           | Thiên nhiên: (vii), (ix), (x) | 622.200 (1.537.000)    | 1991          |       | [ 6 ]      |

## Danh sách dự kiến
Ngoài ra, Thái Lan còn có 6 địa danh nằm trong danh sách di sản dự kiến của UNESCO:
| Tên                                                                       | Hình ảnh                            | Vị trí                                                                          | Tiêu chuẩn                            | Diện tích ha (mẫu Anh) | Năm công nhận | Mô tả | Tham chiếu |
| ------------------------------------------------------------------------- | ----------------------------------- | ------------------------------------------------------------------------------- | ------------------------------------- | ---------------------- | ------------- | ----- | ---------- |
| Phimai, con đường văn hóa kết nối các đền thờ Phanomroong và Muangtam     | Phimai historical park              | Buriram, Nakhon Ratchasima và Surin 15°13′B 102°29′Đ / 15,217°B 102,483°Đ       | Văn hóa: (i), (ii), (iii), (iv), (vi) | —                      | 2004          |       | [ 8 ]      |
| Tổ hợp rừng Kaeng Krachan (KKFC)                                          | Kaeng Krachan National Park         | Ratchaburi, Phetchaburi và Prachuap Khiri Khan 13°14′B 5°5′Đ / 13,233°B 5,083°Đ | Thiên nhiên: (x)                      | 482.225 (1.191.600)    | 2011          |       | [ 9 ]      |
| Wat Phra Mahathat Woramahawihan, Nakhon Si Thammarat                      | Chedi Phra Baromathat               | Nakhon Si Thammarat 24°47′B 99°57′Đ / 24,783°B 99,95°Đ                          | Văn hóa: (i), (ii), (vi)              | 137 (340)              | 2012          |       | [ 10 ]     |
| Công viên lịch sử Phuphrabat                                              | Tham Khon prehistoric rock painting | Udon Thani 17°42′B 102°22′Đ / 17,7°B 102,367°Đ                                  | Văn hóa: (iii), (iv), (v), (vi)       | 500 (1.200)            | 2004          |       | [ 11 ]     |
| Các di tích, di chỉ và cảnh quan văn hóa của Chiang Mai, thủ đô của Lanna | Wat Phra Singh                      | Chiang Mai 18°47′43″B 98°59′55″Đ / 18,79528°B 98,99861°Đ                        | Văn hóa: (i),(ii), (iii),(vi)         | -                      | 2015          |       | [ 12 ]     |
| Phra That Phanom, các tòa nhà lịch sử của nó và cảnh quan liên quan       | That Phanom                         | Nakhon Phanom 16°56′33″B 104°43′26″Đ / 16,9425°B 104,72389°Đ                    | Văn hóa: (ii),(iv),(vi)               | -                      | 2017          |       | [ 13 ]     |

## Đề cử
Vào tháng 7 năm 2015 và 2016, Chính phủ Thái Lan đề nghị Ủy ban Di sản thế giới trong phiên họp thường niên lần thứ 39 tại Bonn và 40 tại Istanbul xem xét việc ghi nhận Tổ hợp rừng Kaeng Krachan (KKFC) vào danh sách di sản thế giới. Trong năm 2015, Ủy ban đã xem xét đề cử nhưng không tán thành vì nó vi phạm nhân quyền nghiêm trọng đối với Người Karen tại Vườn quốc gia Kaeng Krachan. Đến năm 2016, đề cử tiếp tục được xem xét, nhất là khi nhận được sự quan tâm từ Chính phủ Myanmar về việc phân định ranh giới giữa Thái Lan và Myanmar ở khu vực phía Tây của Vườn quốc gia Kaeng Krachan.
Năm 2016, Chính phủ Thái Lan cũng đề cử Công viên Lịch sử Phu Phra Bat nhưng sau đó đã quyết định rút đề cử sau khi nhận được đề xuất từ ICOMOS về việc làm lại hồ sơ đề cử.
Chính phủ Thái Lan cũng công bố kế hoạch đề cử trong tương lai đối với chùa Wat Suthat Thepphawararam - Sao Ching Cha và kiến trúc của Hoàng thân Narisara Nuvadtivongs là các đề cử dự kiến của nước này. Danh sách này bao gồm 11 đề cử tương lai, bao gồm cả cảnh quan văn hóa Sông Chao Phraya và tuyến Đường sắt Chết.
| Tên                                                                                                  | Hình ảnh           | Vị trí                                                  | Tiêu chuẩn  |
| --- | ------------------ | ------------------------------------------------------- | ----------- |
| Kiến trúc của Hoàng thân Narisara Nuvattiwongse                                                      | Wat Benchamabophit | Bangkok                                                 | Văn hóa     |
| Wat Suthat Thepwararam Ratchaworamahawihan và Sao Ching Cha                                          | Wat Suthat         | Bangkok                                                 | Văn hóa     |
| Cảnh quan văn hóa của sông Chao Phraya                                                               | Wat Arun           | Bangkok                                                 | Văn hóa     |
| Đường sắt Chết                                                                                       | Death Railways     | Kanchanaburi                                            | Văn hóa     |
| Công viên lịch sử Si Thep                                                                            | Si Thep            | Si Thep, Phetchabun                                     | Văn hóa     |
| Wat Ratchanaddaram Worawihan và vùng phụ cận                                                         | Wat Ratchanaddaram | Bangkok                                                 | Văn hóa     |
| Các khu vực thời tiền sử và văn hóa Nan                                                              | Nan Temple         | Nan                                                     | Văn hóa     |
| Con đường văn hóa của Chaiya, Thái Lan tới Kedah, Malaysia                                           | Chaiya             | Phatthalung, Songkhla, Nakhon Si Thammarat, Surat Thani | Văn hóa     |
| Cảnh quan văn hóa của Chiang Saen, Suwannakhomkham và các khu định cư lịch sử gắn liền ở Sông Mekong | Wat Pasak          | Chiang Saen, Chiang Rai và Ton Pheung, Bokeo tại Lào    | Văn hóa     |
| Phra Pathommachedi                                                                                   |                    | Nakhon Pathom, Nakhon Pathom                            | Văn hóa     |
| Di sản thế giới Andaman                                                                              | Phra Pathommachedi | Phang Nga, Krabi, Phuket, Ranong, Satun, Trang          | Thiên nhiên |